# Gnevkow
Gnevkow  ist eine Gemeinde im Nordosten des Landkreises Mecklenburgische Seenplatte. Sie wird vom Amt Treptower Tollensewinkel mit Sitz in Altentreptow verwaltet.

## Geografie und Verkehr
Gnevkow liegt etwa zehn Kilometer nordwestlich von Altentreptow und etwa 22 Kilometer südöstlich von Demmin. Die Landstraße 35 (ehemalige Bundesstraße 96) verläuft östlich der Gemeinde. Die Bundesautobahn 20 ist über den Anschluss Anklam zu erreichen. Durch die Gemeinde führt die Bahnstrecke Neubrandenburg–Stralsund (Berliner Nordbahn).

## Ortsteile
- Gnevkow
- Marienhöhe
- Letzin
- Letzin-Siedlung
- Prützen

## Geschichte
Der Ort Gnevkow wurde 1268 erstmals erwähnt.
Der Ort gehörte bis 1818 zum pommerschen Amt Klempenow. Im Jahr 1862 hatten das Dorf Gnevkow mit dem Staatsdomänenvorwerk und Marienhöhe 421 Einwohner.
Am 1. Januar 1951 bildete Gültz durch Austritt aus Gnevkow eine neue Gemeinde. Am selben Tag wurde die bisher eigenständige Gemeinde Letzin eingegliedert.

## Wappen, Flagge, Dienstsiegel
Die Gemeinde verfügt über kein amtlich genehmigtes Hoheitszeichen, weder Wappen noch Flagge. Als Dienstsiegel wird das kleine Landessiegel mit dem Wappenbild des Landesteils Vorpommern geführt. Es zeigt einen aufgerichteten Greifen mit aufgeworfenem Schweif und der Umschrift „GEMEINDE GNEVKOW • LANDKREIS MECKLENBURGISCHE SEENPLATTE“.

## Sehenswürdigkeiten

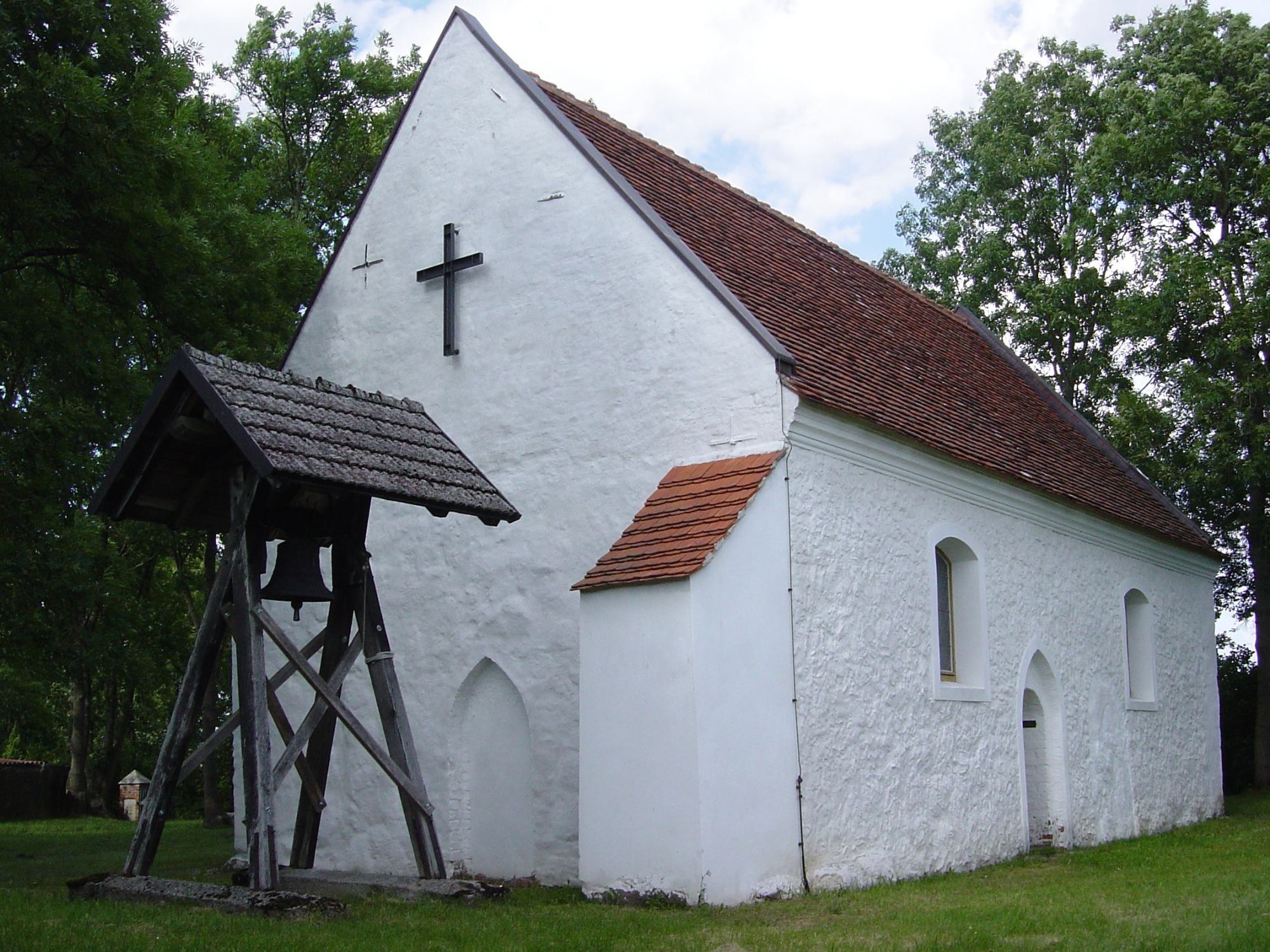
Kirche in Gnevkow

Die Kirche Gnevkow ist eine verputzte Feldsteinkirche aus dem 15. Jahrhundert. Die Altarwand (aus Flügeln eines ehemaligen Schnitzaltars) zeigt Heiligenfiguren (erste Hälfte 16. Jahrhundert). Vor der westlichen Giebelwand befindet sich ein neuerrichteter Glockenstuhl mit Glocke von 1827.
Die Kirche Letzin ist eine unverputzte Feldsteinkirche aus dem 15. Jahrhundert.
Die Kirche Prützen ist eine Backsteinkirche mit Fachwerkturm aus dem Jahr 1758.